# Hippolyte Ier d'Este
Hippolyte Ier d'Este (né le 20 mars 1479 à Ferrare, alors capitale du duché de Ferrare et mort le 3 septembre 1520 dans la même ville) est un cardinal italien de la fin du XVe et du début du XVIe siècle.
Il est l'un des fils d'Hercule Ier d'Este. Il  est l'oncle du cardinal Ippolito II d'Este (1538) et le grand-oncle du cardinal Luigi d'Este (1561). Les autres cardinaux de la famille sont Alessandro d'Este (1599), Rinaldo d'Este (1641) et Rinaldo d'Este (1686).

## Biographie
Hippolyte d'Este est nommé  administrateur d'Esztergom en 1487, à l'âge de 8 ans (et archevêque en 1504).
Selon l'Annuaire pontifical catholique de 1934, il est créé cardinal in pectore par Innocent VIII mais cette nomination n'est pas publiée. Le pape Alexandre  VI le crée cardinal lors du consistoire du 20 septembre 1493.

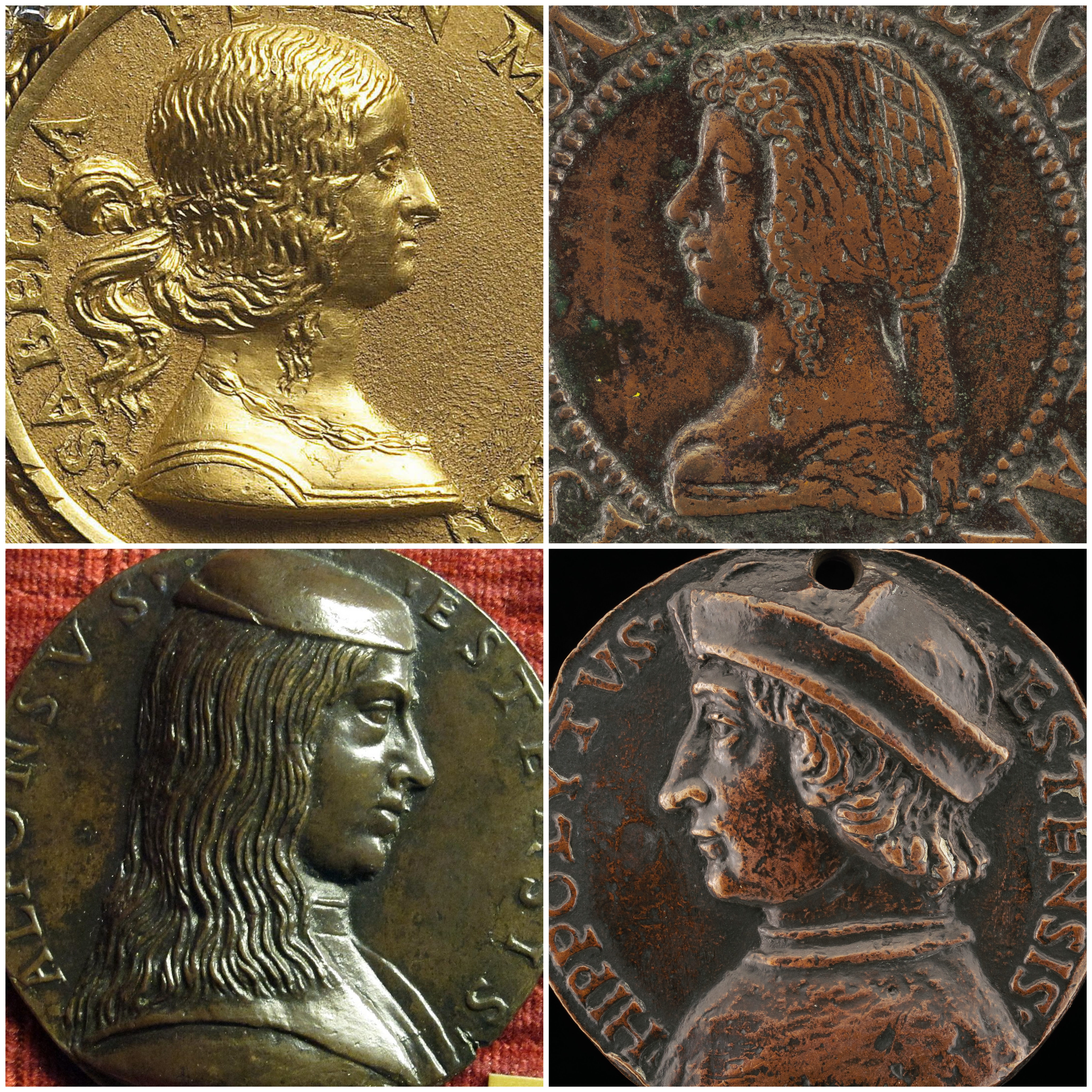
Médailles des frères Este en comparaison: Isabelle, Alphonse, Ferrante, Hippolyte et Sigismondo avaient hérité du nez typique Este de leur père; Béatrice la légèrement retroussée de la mère. De plus, tous étaient bruns, sauf Ferrante et Sigismondo, qui avaient apparemment retrouvé le blond traditionnel des Este.

Il est administrateur de l'archidiocèse de Milan de 1497 à 1519, administrateur du diocèse d'Eger de 1497 jusqu’à sa mort, administrateur du diocèse de Capoue de 1502 jusqu'à sa mort, administrateur de l'archidiocèse de Ferrare à partir de 1503, administrateur de Modène et abbé commendataire de Nonantola à partir de 1507.
Le cardinal d'Este  ne participe pas au premier conclave de 1503 lors duquel Pie III est élu pape, participe au deuxième conclave de 1503 (élection de Jules II), mais ne participe pas à celui de 1513 (élection de Léon X). Il est très généreux pour les pauvres et est un grand ami des écrivains et artistes. Il est le protecteur de Ludovico Ariosto, l'Homère italien.